# Grijze kruiper
De grijze kruiper  (Climacteris picumnus) is een zangvogel uit de in Australië inheemse familie Climacteridae (Australische kruipers). De vogel lijkt in gedrag en manier van foerageren op de niet in Australië voorkomende boomkruipers of boomklevers maar is daarmee niet verwant. Het geslacht behoort tot een familie die een geheel aparte clade vormt binnen de oscines (eigenlijke zangvogels). Hun naaste verwanten zijn clades als de liervogels en de honingeters die ook exclusief voorkomen in Australië en/of  Nieuw-Guinea.

## Kenmerken
De grijze kruiper is ongeveer 17 cm lang. De vogel is grijsbruin van boven en heeft een grijze borst met een witte streping. De vogel lijkt sterk op de witbrauwkruiper  (Climacteris affinis). De grijze kruiper is echter groter, de streping op de borst is minder uitgesproken en de wenkbrauwsteep is kleiner, licht okerkleurig met daaronder een donkere oogstreep.

## Verspreiding en leefgebied
Deze vogel komt voor in het oosten van Australië en telt drie ondersoorten:
- C. p. melanotus: Kaap York-schiereiland.
- C. p. picumnus: van noordelijk-centraal Queensland tot zuidoostelijk Zuid-Australië.
- C. p. victoriae: van zuidoostelijk Queensland tot zuidelijk Victoria.

Het is een vogel van droge bossen die plaatselijk algemeen voorkomt in geschikt habitat.

## Status
De ondersoort C. p. victoriae die voorkomt in New South Wales en Victoria heeft een beschermde status. De grijze kruiper staat als niet bedreigd op de Rode Lijst van de IUCN, maar neemt wel in aantal af.

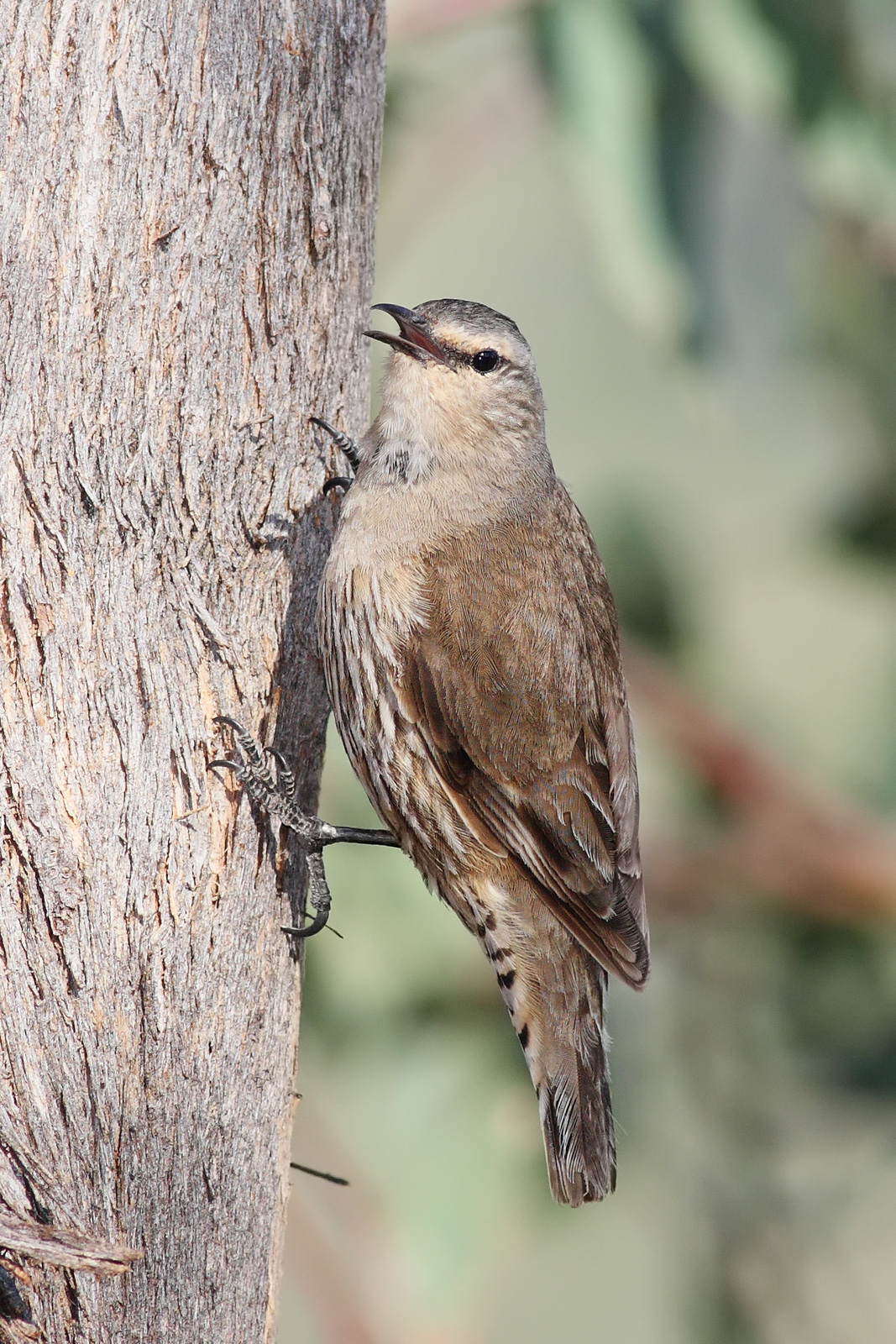
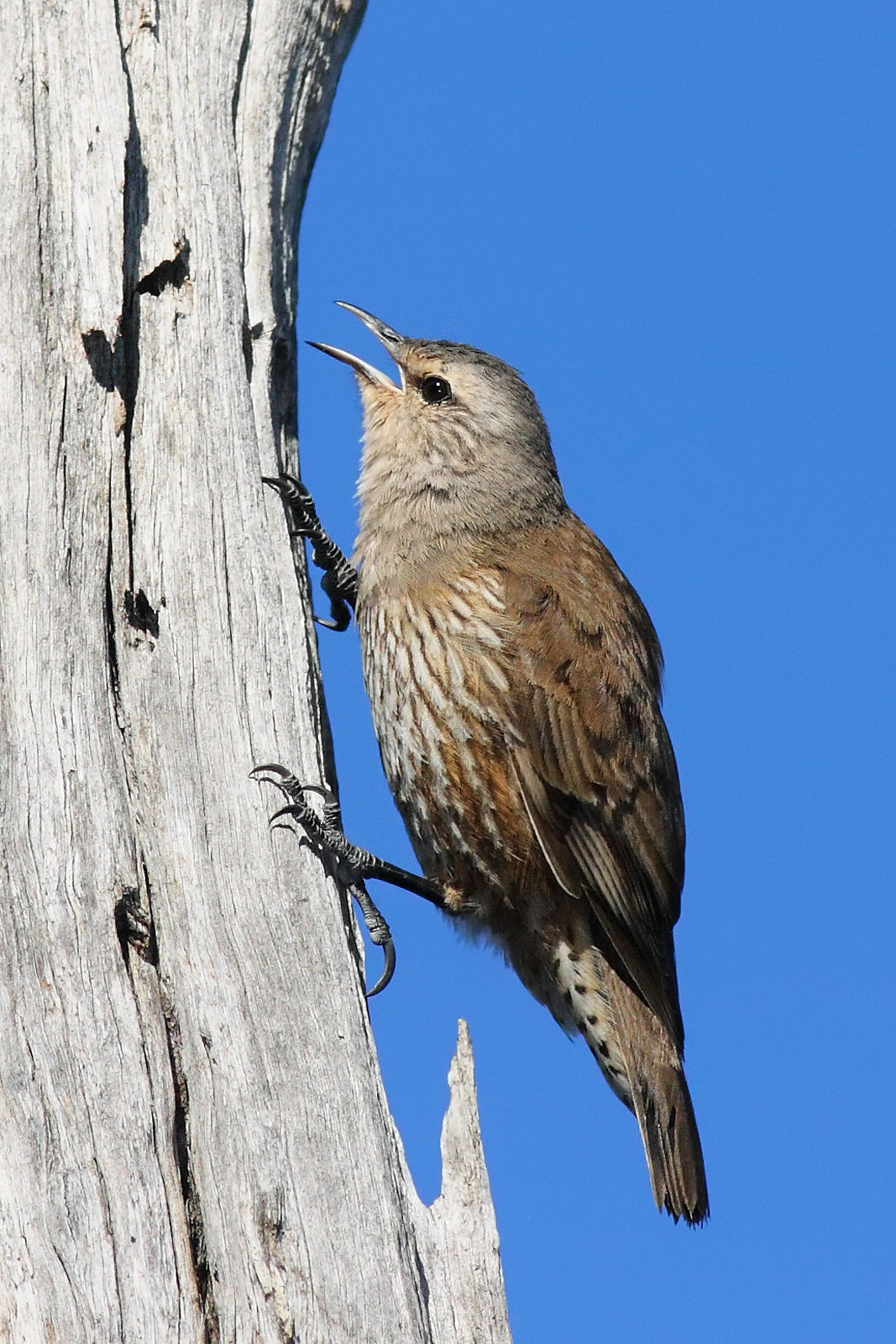